# Tanytarsus subejuncidus
Tanytarsus subejuncidus är en tvåvingeart som beskrevs av Maurice Emile Marie Goetghebuer 1933. Tanytarsus subejuncidus ingår i släktet Tanytarsus och familjen fjädermyggor. Inga underarter finns listade i Catalogue of Life.